# At. Long. Last. ASAP
At. Long. Last. ASAP (estilizado como At.Long.Last.A$AP) é o segundo álbum de estúdio do rapper norte-americano ASAP Rocky, lançado a 26 de maio de 2015 através daA$AP Worldwide, Polo Grounds Music e RCA Records. O disco estreou na primeira posição da tabela musical dos Estados Unidos, Billboard 200, com 146 mil cópias vendidas. O álbum é uma sequencia do album anterior Long. Live. ASAP (2013). O álbum teve a produção executiva fornecida por Danger Mouse, mentor ASAP Yams e o próprio Rocky, apresentando produção por Rocky e Danger Mouse, assim como uma variedade de vários produtores de alto nível, incluindo os co-produtores executivos Hector Delgado e Juicy J, Jim Jonsin, FnZ, Frans Mernick, Kanye West, Thelonious Martin e Mark Ronson, entre outros. O álbum apresenta |participações especiais de Bones, Joe Fox, Future, Schoolboy Q, Kanye West, Lil Wayne e A-Cyde, entre outros.
At. Long. Last. ASAP foi apoiado por três singles: "Lord Pretty Flacko Jodye 2 (LPFJ2)", "Everyday" e "LSD". O álbum recebeu críticas geralmente positivas dos críticos e estreou em primeiro lugar no Billboard 200 dos EUA. É o segundo álbum de Rocky a alcançar o primeiro lugar nos EUA. O álbum foi certificado platinum pela Recording Industry Association of America (RIAA).

## Contexto
As pessoas querem ouvir rimas, querem ouvir música, querem me ouvir rimando. Eu tive a sorte de ser nomeado em homenagem a um dos maiores MCs de todos os tempos. Isso é como ser chamado de Michael Jordan ou Magic Johnson, entende o que estou dizendo? Ou Kobe Bryant ou algo assim. Eu fui nomeado em homenagem a Rakim. Eu fiquei intimidado porque esses sapatos são grandes demais para preencher ou calçar. Cheguei a um ponto em que tinha 26 anos e senti que o rap estava uma merda. Eu simplesmente odiava o rap em 2014. Estou ficando com dor de cabeça só de pensar nisso. Cheguei a um ponto em que pensei: 'Preciso fazer algo sobre essa merda.' Este é o retorno do Deus MC, estou falando algumas coisas de senhor neste próximo álbum, At.Long.Last.A$AP. A-L-L-A. Está aceso.

— ASAP Rocky, entrevistado pela CRWN em abril de 2015.
Em 16 de março de 2014, foram anunciados dois lançamentos; incluindo sua primeira mixtape instrumental, Beauty and the Beast: Slowed Down Sessions (Chapter 1), e o álbum colaborativo do ASAP Mob, L.O.R.D. ASAP Rocky revelou que estava trabalhando em seu segundo álbum. Em 26 de setembro de 2014, o fundador do ASAP Mob, ASAP Yams, anunciou em sua conta no Tumblr que o grupo cancelou o lançamento do álbum coletivo L.O.R.D. e, em vez disso, nomeou o segundo álbum de Rocky como o próximo lançamento da gravadora. Em 2 de outubro de 2014, Rocky anunciou que assinou um contrato de representação mundial com a William Morris Endeavor.
Em 18 de janeiro de 2015, o mentor e parceiro de negócios de ASAP Rocky, ASAP Yams, morreu aos 26 anos, o que afetou muito o desenvolvimento do álbum. Após a morte de ASAP Yams, Rocky revelou que seu segundo álbum seria produzido por ele mesmo e Yams, juntamente com o rapper Juicy J e o produtor musical Danger Mouse; além de colaborar com artistas como FKA Twigs e Lykke Li, com produção de Clams Casino.

## Título
Após se apresentar no festival South by Southwest de 2015 (SXSW), ASAP Rocky revelou à Billboard que o título de seu segundo álbum seria A.L.L.A.. Em 26 de março de 2015, em uma entrevista à GQ, Rocky decifrou o título do álbum: "Estou reivindicando a propriedade do meu legado. Veja: At.Long.Last.A$AP. A-L-L-A. Como gíria para 'Allah.' É o retorno do Deus MC. Fui nomeado em homenagem a Rakim, e finalmente estou enfrentando o que isso significa: eu nasci para fazer essa merda. E espero poder fazer isso por muito tempo."

## Composição
Após o lançamento da música "M's" (estilizado como "M'$"), Rocky revelou que também havia trabalhado com o rapper de Nova York Mos Def, assim como com o músico britânico em ascensão Joe Fox (que é destaque em várias faixas do álbum). Hector Delgado e Rocky dizem que conheceram Joe Fox enquanto vagavam pelas ruas de Londres: "Eu conheci o cara. Ele era um artista de rua. [Eu o conheci em] Londres. Eu estava no Dean's Studio até as 4 da manhã. Saímos e estávamos esperando nosso Uber para ir ao Starbucks, cansados. Esse garoto vem com seu violão e tal. Ele estava lá tocando e tal e ele vem", Rocky explicou sobre seu primeiro encontro com Fox. "Eram cerca de 4 da manhã, então não havia ninguém nas ruas. Ele tentou me dar um CD e tal. Eu disse, 'Não vou ouvir isso, cara. Toque algo. Você tem seu violão.' Ele tocou e eu apenas disse, 'Pare, cara. Vamos lá.' Foi aí que começou."

## Lançamento e promoção

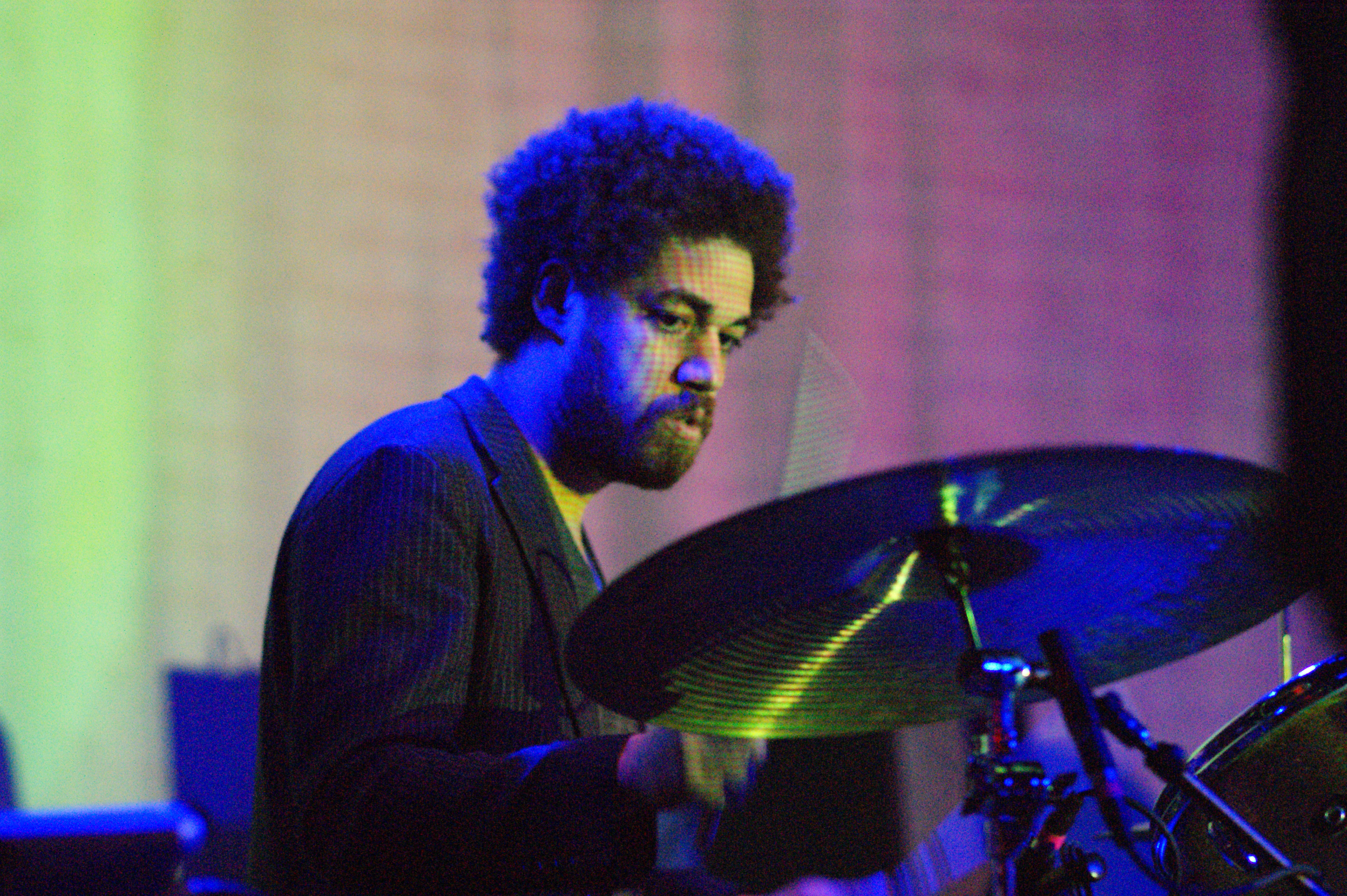
Danger Mouse serviu como produtor executivo e contribuiu na produção de várias faixas do álbum.

Em 2 de outubro de 2014, ASAP Yams e ASAP Rocky postaram links para o site deles FlackoJodyeSeason.com, e então anunciaram que o novo single de Rocky seria lançado à meia-noite. Em 3 de outubro, Rocky lançou o single promocional do álbum, "Multiply" com a participação do rapper de Memphis, Juicy J. A música foi acompanhada pelo videoclipe (dirigido por ASAP Rocky e Shomi Patwary), que foi oficialmente lançado à meia-noite no site, que anteriormente exibia um cronômetro. Após o lançamento, Rocky provocou o lançamento de seu segundo álbum de estúdio, sem dar mais detalhes.
Em 8 de abril de 2015, uma música chamada "M's" estreou durante a entrevista de Rocky na Red Bull Music Academy, e a música foi lançada dois dias depois na iTunes Store. No entanto, Rocky negou que a música fosse um single oficial do álbum. A versão do álbum inclui uma versão retrabalhada da faixa, substituindo o segundo verso de Rocky por um verso convidado do rapper de Nova Orleans Lil Wayne. Em 7 de maio, Rocky anunciou que a data de lançamento do álbum seria em 2 de junho de 2015. Em 9 de maio, Rocky revelou a arte da capa do álbum em sua página no Instagram, com a legenda "AT LONG LAST...." No mesmo dia, ele também lançou a arte alternativa do álbum.
Em 25 de maio de 2015, o álbum foi vazado online, aproximadamente uma semana antes de seu lançamento esperado. Rocky mais tarde tuitou para anunciar que o álbum seria lançado à meia-noite, adiantando a data em uma semana. O álbum foi lançado para varejistas digitais em 26 de maio de 2015, pela ASAP Worldwide, Polo Grounds Music e RCA Records. Em 30 de agosto, Rocky apresentou "M's" e "LSD" no MTV Video Music Awards de 2015.

## Singles
Em 7 de janeiro de 2015, ASAP Rocky lançou o primeiro single do álbum, intitulado "Lord Pretty Flacko Jodye 2 (LPFJ2)". A música foi produzida pela dupla Nez & Rio. O videoclipe, dirigido por Rocky, foi lançado em 11 de fevereiro de 2015.
Em 8 de maio de 2015, Rocky lançou o segundo single do álbum, intitulado "Everyday". A faixa conta com participações do músico Rod Stewart, do artista de R&B contemporâneo americano Miguel, e de Mark Ronson (que também produziu a faixa, junto com Emile Haynie).
Em 19 de maio de 2015, Rocky lançou um videoclipe para "LSD" (estilizado como "L$D", que significa Love, $ex, Dream). A música foi produzida por Hector Delgado, Jim Jonsin e Finatik N Zac. O videoclipe foi dirigido por Dexter Navy. "LSD" foi oficialmente lançado como o terceiro single do álbum em 21 de maio, via distribuição digital.

## Recepção Critica
| Críticas profissionais | Críticas profissionais |
| Pontuações agregadas   | Pontuações agregadas   |
| Fonte                  | Avaliação              |
| ---------------------- | ---------------------- |
| AnyDecentMusic?        | 6.7/10                 |
| Metacritic             | 76/100                 |
| Avaliações da crítica  |                        |
| Fonte                  | Avaliação              |
| AllMusic               | [ 34 ]                 |
| The A.V. Club          | B                      |
| The Daily Telegraph    | [ 36 ]                 |
| Entertainment Weekly   | A−                     |
| The Guardian           | [ 38 ]                 |
| Mojo                   | [ 39 ]                 |
| NME                    | 8/10                   |
| Pitchfork              | 7.8/10                 |
| Rolling Stone          | [ 42 ]                 |
| Spin                   | 7/10                   |

At. Long. Last. ASAP recebeu críticas geralmente positivas. No Metacritic, que atribui uma pontuação normalizada de 100 às resenhas de publicações profissionais, o álbum alcançou uma pontuação média de 76, baseada em 33 resenhas. O agregador AnyDecentMusic? deu a ele 6.7 de 10, com base em sua avaliação do consenso crítico.
No The Daily Telegraph, Neil McCormick chamou-o de "um álbum grande, ousado e loucamente ambicioso" no qual Rocky "fez frequentemente um espetáculo deslumbrante, outro lembrete de que o hip hop está atualmente estabelecendo um padrão muito alto". Jon Caramanica do The New York Times disse que o rapper "não absorve e reaproveita os estilos de seus convidados. Ele está completamente formado, um rapper que entende seu talento em relação ao de seus colegas e de suas influências, sem medo de mostrar seu plano". Alex Denney do NME disse: "Deixando de lado o machismo infantil, ALLA é uma sequência emocionante e focada que trai suas ansiedades mesmo enquanto se contenta principalmente em exaltar as virtudes do vício". Jon Dolan da Rolling Stone creditou os produtores por sustentarem o "vibe caro" do álbum com "um som que é ao mesmo tempo duro e transportador – desde o gospel impregnado de 'Holy Ghost' até o agitador interplanetário 'Electric Body' e a fantasia soul com amostras de Rod Stewart 'Everyday' (com Miguel). Mesmo em seus momentos mais viajantes, Rocky se certifica de que as coisas nunca se dissipem em uma névoa de incenso e menta, com letras incisivas que frequentemente se concentram em verdades inescapáveis". Ben Thomas do The Guardian disse: "Alguns podem chamá-lo de retrógrado no ano de To Pimp a Butterfly, mas o rap é grande o suficiente para conter multitudes – incluindo o auto-respeito quando é entregue tão perfeitamente assim".
Rebecca Haithcoat foi menos impressionante no Spin, destacando a produção animada de "LSD", "Excuse Me" e "Westside Highway", mas achando o restante do álbum frequentemente "desanimador". Jonathan Hatchman da Clash disse: "Como um corpo de trabalho coletado, At.Long.Last.A$AP está longe de ser terrível, mas como um todo ele carece dos elementos de profundidade e qualidade estelar que – tendo estabelecido o padrão incrivelmente alto com seu primeiro álbum – muitos esperam de A$AP Rocky". O revisor da Mojo Andy Cowan deu uma avaliação morna, escrevendo que enquanto "não há milagres líricos nessas canções esparsas obcecadas por sexo, drogas e compras, na boca desse estilista intuitivo as palavras em si muitas vezes são irrelevantes". Brooklyn Russell da Pretty Much Amazing disse: "Mesmo que déssemos um passe para as letras abismais de ALLA, a produção não ajuda.... Ainda assim, Rocky pode, às vezes, ser uma figura envolvente que irradia carisma quando quer".

### Listas de Final de Ano
| Publication          | List                               | Rank | Ref.   |
| -------------------- | ---------------------------------- | ---- | ------ |
| Consequence          | Top 50 Albums of 2015              | 45   | [ 47 ] |
| Entertainment Weekly | The 40 Best Albums of 2015         | 5    | [ 48 ] |
| Fuse                 | The 20 Best Albums of 2015         | 14   | [ 49 ] |
| NME                  | NME's Albums of the Year 2015      | 12   | [ 50 ] |
| Noisey               | The 50 Best Albums of 2015         | 30   | [ 51 ] |
| Spin                 | The 50 Best Hip-Hop Albums of 2015 | 16   | [ 52 ] |
| Time Out             | The 25 Best Albums of 2015         | 6    | [ 53 ] |

## Desempenho comercial
At. Long. Last. ASAP estreou no número um da parada Billboard 200 dos EUA com 146.000 unidades equivalentes a álbum, das quais 117.000 foram vendas puras de álbuns. Além disso, foi o segundo álbum consecutivo de Rocky a alcançar o número um nas paradas até então.
No Canadá, o álbum estreou no número um, com 11.000 cópias vendidas. O álbum passou mais duas semanas no top dez da Billboard 200. Até julho de 2015, o álbum havia vendido 215.000 cópias nos Estados Unidos.
Além disso, At. Long. Last. ASAP também passou quatro semanas no número um da parada US Top R&B/Hip-Hop Albums de 13 de junho a 4 de julho, antes do álbum de estreia do cantor Leon Bridges, Coming Home, derrubar o álbum da liderança. Também na parada de Álbuns R&B/Hip-Hop, A.L.L.A. ficou no topo por um total de cinco semanas não consecutivas (entre 13 de junho a 11 de julho), antes de ser derrubado pelo segundo álbum de estúdio do rapper Meek Mill, Dreams Worth More Than Money, que também estreou no número um na Billboard 200, dando a Meek Mill seu primeiro álbum número um até então. Em abril de 2018, o álbum foi certificado platina pela Recording Industry Association of America (RIAA) por alcançar mais de um milhão de unidades equivalentes a álbum vendidas.

## Lista de Músicas
| Lista de faixas de At. Long. Last. ASAP |                                                    | | |         |  |
| N.º                                     | Título                                             | Compositor(es) | Produtor(es)                                                                                        | Duração |  |
| 1.                                      | "Holy Ghost" (com Joe Fox)                         | Rakim Mayers Brian Burton Joe Fox Ben Nichols | Danger Mouse DJ Khalil [b]                                                                          | 3:11    |  |
| 2.                                      | "Canal St." (com Bones)                            | Mayers Frans Mernick Hector Delgado Elmo O'Connor | Delgado Mernick ASAP Rocky                                                                          | 3:47    |  |
| 3.                                      | "Fine Whine" (com Future, Joe Fox e M.I.A.)        | Mayers Rameses Magnus-George Axel Morgan Ricci Riera Nayvadius Wilburn | S.I.K. THC [b]                                                                                      | 3:38    |  |
| 4.                                      | "LSD"                                              | Mayers James Scheffer Michael Mule Issac de Boni Michael Burman Delgado Bobbie Gentry                                                                                                   | Jim Jonsin FnZ Delgado [a] ASAP Rocky [a]                                                           | 3:58    |  |
| 5.                                      | "Excuse Me"                                        | Mayers Scheffer Mule de Boni Delgado Kim Gannon Walter Kent Buck Ram | Delgado ASAP Rocky Vulkan the Krusader Jim Jonsin FnZ                                               | 3:58    |  |
| 6.                                      | "JD"                                               | Mayers Malcolm Lawson-Stribling | Plu2o Nash                                                                                          | 1:48    |  |
| 7.                                      | "Lord Pretty Flacko Jodye 2 (LPFJ2)"               | Mayers Mario Loving Nesbitt Wesonga | Loving Wesonga                                                                                      | 2:07    |  |
| 8.                                      | "Electric Body" (com Schoolboy Q)                  | Mayers Delgado Burton Teddy Walton Quincey Hanley Edwin Perez David Colquit | Delgado Danger Mouse [b] Walton [b] THC [b]                                                         | 4:15    |  |
| 9.                                      | "Jukebox Joints" (com Joe Fox e Kanye West)        | Mayers Che Pope Kanye West Fox Dicky Sulaksono Warren Moore William Robinson | Pope West                                                                                           | 5:24    |  |
| 10.                                     | "Max B" (com Joe Fox)                              | Mayers Delgado Fox Leonard Cohen | Delgado ASAP Rocky                                                                                  | 4:01    |  |
| 11.                                     | "Pharsyde" (com Joe Fox)                           | Mayers Burton Fox | Danger Mouse                                                                                        | 3:42    |  |
| 12.                                     | "Wavybone" (com Juicy J e UGK)                     | Mayers Jordan Houston Chad "Pimp C" Butler Bernard "Bun B" Freeman Delgado Willie Mitchell Yvonne Mitchell Lawrence Seymore Earl Randle                                                 | Juicy J Delgado [b]                                                                                 | 5:03    |  |
| 13.                                     | "West Side Highway" (com James Fauntleroy)         | Mayers Burton James Fauntleroy | Danger Mouse                                                                                        | 2:57    |  |
| 14.                                     | "Better Things"                                    | Mayers Mernick Zachary Yudin Eric Michael Cardona Gabel Mullen D'Amico Udbhay Gupta Andrea Estella Hernandez Bryan Matthew Ujueta Lowell Fulsom Senen Reyes Louis Freeze Larry Muggerud | Mernick                                                                                             | 3:19    |  |
| 15.                                     | "M's" (com Lil Wayne)                              | Mayers Carlton Mays, Jr. Mike Dean Dwayne Carter | Da Honorable C.N.O.T.E. Dean [a]                                                                    | 3:53    |  |
| 16.                                     | "Dreams (Interlude)"                               | Mayers Mernick Daniel Lynas Alex Dadras Naja Rosa Anders Holm | ASAP Rocky Mernick                                                                                  | 2:17    |  |
| 17.                                     | "Everyday" (com Rod Stewart, Miguel e Mark Ronson) | Mayers Mark Ronson Miguel Pimentel David Keith Bentley | Ronson Emile Haynie Jeff Bhasker [b] Hudson Mohawke [b] ASAP Rocky [b] Mernick [b] Tom Elmhirst [b] | 4:21    |  |
| 18.                                     | "Back Home" (com Mos Def, Acyde e ASAP Yams)       | Mayers Malcolm Martin Darryl Damien Washington Dante Smith Melvin Steals Mervin Steals                                                                                                  | Thelonious Martin DDot Omen [a] ASAP Rocky [a]                                                      | 4:38    |  |
| Duração total:                          | Duração total:                                     | Duração total: | Duração total:                                                                                      | 66:09   |  |

Notas das faixas
↑[a]  indica um co-produtor
↑[b]  indica um produtor adicional
Cada artista convidado é separado por "x" no lugar de vírgulas e um ampersand
- "LSD" apresenta vocais adicionais de Joe Fox
- "Electric Body" apresenta vocais adicionais de Joe Fox, King Kanobby e Theola "Theezy" Borden
- "Westside Highway" apresenta vocais de fundo por Christina Milian
- "M's" apresenta vocais adicionais de 2 Chainz
- "Everyday" apresenta vocais adicionais de Yasiin Bey
- "Back Home" apresenta vocais adicionais de Anthony Pavel

Créditos de sample
- "Holy Ghost" contém um sample de "Noon as Dark as Midnight", interpretado por Lucero.
- "Canal St." contém um sample de "Dirt", escrito e interpretado por Bones.
- "LSD" contém um sample de "Ode to Billie Joe" (1967), interpretado por Lou Donaldson.
- "Excuse Me" contém um sample de "Come Home for Christmas" (incorretamente creditado como "I'll Be Home for Christmas"), interpretado por The Platters.
- "Electric Body" contém uma parte da composição "Shake That Ass", escrita por Edwin Perez e David Colquit, e interpretada por Tapp.
- "Jukebox Joints" contém samples de "Doa Tuk Kekashih", interpretado por Rasela; "Much Better Off", interpretado por Smokey Robinson e The Miracles; e "Who Cares", interpretado por Tony Aiken e Future 2000.
- "Max B" contém samples de "Who by Fire", escrito e interpretado por Leonard Cohen; e "Take Me to the Mardi Grass", interpretado por Bob James.
- "Wavybone" contém samples de "Heaven and Hell", interpretado por El Michels Affair; e "Could I Be Falling In Love", interpretado por Syl Johnson.
- "Better Things" contém samples de "Carry On", escrito e interpretado por Bobby Caldwell; "All Around and Away We Go", interpretado por Mr Twin Sister; "High School Lover", interpretado por Cayucas; e também contém uma parte de "How I Could Just Kill a Man", interpretado por Cypress Hill.
- "Dreams (Interlude)" contém um sample de "Stuck In The Middle", escrito e interpretado por Naja Rosa e Anders Holm.
- "Everyday" contém um sample de "In a Broken Dream", interpretado por Python Lee Jackson e Rod Stewart.
- "Back Home" contém um sample de "Gotta Find My Way Back Home", interpretado por The Jaggerz.

## Pessoal
Créditos adaptados de AllMusic.
- ASAP Yams – artista convidado
- A-Cyde – artista convidado, vocais
- Derek "MixedByAli" Ali – mixagem
- Angel "Onhel" Apontel – vocais
- Beatriz Artola – assistente, engenheira, mixagem
- ASAP Rocky – produção adicional, produtor executivo, artista principal, produtor
- Dan Auerbach – guitarra
- Awge – design, produtor executivo
- Victor Axelrod – teclados
- Yasiin Bey – vocais
- Jeff Bhasker – produção adicional
- Bones – artista convidado
- Theola Borden – vocais
- Nathan Burgess – assistente
- Michael Burman – guitarra
- Austen Jux Chandler – engenheiro
- Maddox Chhim – assistente
- Da Honorable C.N.O.T.E. – produtor
- Riccardo Damian – engenheiro
- Danger Mouse – produção adicional, produtor executivo, produtor
- DDot Omen – produtor
- Mike Dean – mixagem, produtor
- Hector Delgado – produção adicional, arranjador, edição, engenheiro, produtor executivo, teclados, *mixagem, produtor, programação
- DJ Khalil – produção adicional
- Rhys Downing – engenheiro
- Pablo Dylan – assistente
- Tom Elmhirst – produção adicional
- Max Ervin – assistente
- James Fauntleroy – artista convidado
- FnZ – teclados, produtor, programação
- Joe Fox – artista convidado, guitarra, vocais
- Future – artista convidado
- Dan Fyfe – assistente
- Noah Goldstein – engenheiro
- Emile Haynie – programação de bateria, produtor
- Hudson Mohawke – produção adicional
- James Hunt – assistente
- Jaycen Joshua – mixagem
- Chace Johnson – produtor executivo
- Jim Jonsin – teclados, produtor, programação
- Juicy J – produtor executivo, artista convidado, produtor
- King Kanobby – vocais
- Ryan Kaul – assistente
- Kennie Takahashi – mixagem
- Dave Kutch – masterização
- Michele Lamy – direção de arte
- Carter Lang – baixo
- Bryan Leach – produtor executivo
- Lil Wayne – artista convidado
- Mario Loving – produtor
- Thelonious Martin – produtor
- Nikolas Marzouca – engenheiro
- Rakim Mayers – produtor
- Frans Mernick – produção adicional, programação de bateria, engenheiro, produtor
- M.I.A. – artista convidado
- Miguel – engenheiro, artista convidado
- Christina Milan – vocais de fundo
- Will Miller – trompete
- Todd Monfalcone – assistente, engenheiro assistente, engenheiro, assistente de mixagem
- Mos Def – artista convidado
- Dexter Navy – fotografia
- Anthony Pavel – vocais
- Plu2o Nash – produtor
- Che Pope – produtor

Rebel Rock – produtor
- Dana Richard – assistente
- Steven "A$AP Yams" Rodriguez – produtor executivo
- Mark Ronson – baixo, programação de bateria, engenheiro, artista convidado, teclados, produtor
- Matt Schafer – assistente
- Jason Schweitzer – mixagem
- S.I.K. – produtor
- Jason Staniulis – engenheiro
- Rod Stewart – artista convidado
- THC – produção adicional
- UGK – artista convidado
- Tom Upex – assistente
- Vulkan the Krusader – produtor
- Teddy Walton – produção adicional
- Taheed Watson – assistente, engenheiro assistente, assistente de mixagem
- Nesbitt Wesonga – produtor
- Kanye West – artista convidado, produtor
- Kenta Yonesaka – engenheiro

## Tabelas
| Chart (2015)                            | Peak position |
| --------------------------------------- | ------------- |
| Austrália (ARIA)                        | 5             |
| Áustria (Ö3 Austria Top 40)             | 29            |
| Bélgica (Ultratop Flandres)             | 30            |
| Bélgica (Ultratop Valônia)              | 48            |
| Canadá (Billboard)                      | 1             |
| Dinamarca (Hitlisten)                   | 4             |
| Países Baixos (Dutch Charts)            | 46            |
| Finlândia (Suomen virallinen lista)     | 8             |
| França (SNEP)                           | 42            |
| Alemanha (Offizielle Deutsche Charts)   | 28            |
| Hungria (MAHASZ)                        | 32            |
| Itália (FIMI)                           | 69            |
| Nova Zelândia (RMNZ)                    | 6             |
| Noruega (VG-lista)                      | 5             |
| Polónia (ZPAV)                          | 22            |
| Suécia (Sverigetopplistan)              | 10            |
| Suíça (Schweizer Hitparade)             | 5             |
| Reino Unido (Official Albums Chart)     | 10            |
| Reino Unido (UK R&B Albums Chart)       | 1             |
| Estados Unidos (Billboard 200)          | 1             |
| Estados Unidos (Top R&B/Hip Hop Albums) | 1             |

| Chart (2015)                          | Position |
| ------------------------------------- | -------- |
| Australian Albums (ARIA)              | 100      |
| US Billboard 200                      | 56       |
| US Top R&B/Hip-Hop Albums (Billboard) | 14       |

| Chart (2016)                          | Position |
| ------------------------------------- | -------- |
| US Billboard 200                      | 142      |
| US Top R&B/Hip-Hop Albums (Billboard) | 83       |